# Gammarus ustaoglui
Gammarus ustaoglui is een vlokreeftensoort uit de familie van de Gammaridae. De wetenschappelijke naam van de soort is voor het eerst geldig gepubliceerd in 2005 door Özbek & Guloglu.